# Erin Corr
Erin Corr, né à Bruxelles le 1er mars 1803 et mort à Paris 10e le 10 août 1862, est un graveur belge.

## Biographie
Mathieu Erin Corr - dit Erin Corr - est né à Bruxelles le 10 ventôse de l'an XI, soit le 1er mars 1803. Il est le fils d'un bottier irlandais, Mathieu Corr, établi depuis 1802 au no 685 Montagne de la Cour à Bruxelles, et de Monique Landy.
Erin Corr s'était d'abord destiné à l'orfèvrerie en entrant comme apprenti chez un maître, mais il se spécialisa plutôt à Paris dans l'art de la gravure chez les Anglais Wedgwood et Forster.
Après la révolution belge de 1830, il devient professeur (1832), puis directeur de l'école de gravure de l'académie royale des beaux-arts d'Anvers. Il forme notamment comme élèves Joseph Bal, Jean Baptiste Michiels, Joseph Nauwens, Pierre Jean Baptiste Van Reeth, Michel Verswyvel et Joseph Wildiers.
Il pratique avec un certain talent la reproduction d'œuvres des grands peintres contemporains, comme François-Joseph Navez, Gustave Wappers ou des maîtres anciens comme Rubens, permettant de la sorte une certaine diffusion de l'art national de son pays d'adoption. Il expose ses gravures, notamment aux Salon de Bruxelles de 1839 et de 1848 où les critiques d'art constatent qu'« en dépit de la sécheresse de son burin qui [nous] empêche de louer son talent, nous devons au moins accorder des éloges à ses tendances qui ont le mérite d'être nationales[...]. Il cherche à inspirer à ses élèves le goût de l'école flamande. »
Erin Corr épouse à Borgerhout le 10 novembre 1841 Theodora van den Poel, née à Wakken (en Flandre-Occidentale) le 16 octobre 1818, fille de feu Theodoor van den Poel et de Victoria Loire. Theodora mourra prématurément à Anvers le 22 septembre 1861, âgée de 42 ans, et son mari, mort en août 1862, ne lui survivra que durant quelques mois. On leur connait deux enfants : 
* Hélène Victoire Theodora Corr, née le 12 mars 1843 à Anvers, et dont la naissance fut témoignée par le sculpteur Joseph Geefs. Elle est morte à Laeken le 17 avril 1907. Hélène Corr avait épousé en 1867 à Paris Louis Henri Boutellier, qualifié en 1868 d'employé des Chemins de fer du Nord, à Paris et résidant à Saint-Denis, en 1900 de directeur de transport, et en 1909 de négociant domicilié à Marseille-en-Beauvaisis mais résidant à Laeken à cette date. Leur fils aîné, le négociant Ferdinand Boutellier (° Marseille-en-Beauvaisis 1868 - + idem 1949) a épousé à Bruxelles en 1909 Jeanne Marie Clabots. Un autre fils, nommé Gaston Boutellier, sera négociant à Laeken. Enfin, leur fille, nommée Jeanne Boutellier (° Saint-Josse-ten-Noode 1877), épousera à Laeken en 1900 le lieutenant et futur colonel René Bremer (° Sommière 1871 - + Zonnebeke 1918), un héros de la Grande Guerre.
* Albert Michel Patrick Corr, né le 29 novembre 1846 à Borgerhout.
Issu d'une famille où d'autres artistes se sont distingués, Erin Corr est le frère de la peintre Fanny Corr, épouse du sculpteur Guillaume Geefs, bourgmestre de Schaerbeek de 1852 à 1860, de Hortense Louise Corr (née en 1822), épouse de Gustave Dutalis, fils du fameux orfèvre Joseph Germain Dutalis (1780-1852), ainsi que de Henri Corr (1810-1875), ingénieur civil et artiste peintre, époux de la baronne Aimée de t'Serclaes de Kessel (1829-1879), une cousine de Émile de t'Serclaes de Wommersom, héros de la Révolution belge de 1830, qui sont les parents de l'architecte Art nouveau Henri Corr (1858-1935), lui-même père de l'architecte, Gustave Corr (1889- ).

## Honneur
Erin Corr est :
- Chevalier de l'ordre de Léopold (Belgique, 15 novembre 1851)[10].